# 林祺芳
林祺芳（罗马拼音：Lim Kee Fong，1922年6月19日—?），馬來西亞前男子羽球運動員。

## 生平
林祺芳在1948/49年賽季代表馬來西隊贏得了第一屆湯姆斯冠軍。為了參加會內賽，他與七位隊友曾官良、盧德福、楊德才、張成坤、黃秉璇、黃德福、王保林，和非球員領隊林泉玉在1948年12月搭上行程25天的郵輪前往英國。這些馬來亞人首次面臨歐洲冬季。然而，林祺芳在對美國的半決賽和對丹麥的決賽中都只擔任後備球員而未上場比賽。
一旦進入歐洲，這支1949年馬來亞羽球隊也參加了其他國際賽和表演賽。林祺芳和王保林在愛爾蘭羽球公開賽中獲得男子雙打冠軍。同樣，整支球隊以6:0戰勝瑞典隊。在全英羽球錦標賽，林祺芳對陣馬滕·孟德茲時並沒有感受到湯姆斯盃決賽的壓力，後者曾讓他的隊友黃秉璇和黃德福在湯姆斯盃吃盡苦頭。林祺芳在比賽中順利獲勝，但在下一輪比賽中以15:18和13:15輸給了印度的喬治·劉易士。
在他的家鄉，林祺芳在1949年贏得了雪蘭莪公開錦標賽的男子單打和男子雙打冠軍。一年後，他在決賽中輸掉了比賽，他連續第三次在三場極具競爭力的比賽中輸給了阿布杜拉·皮魯茲。1949年，他打進馬來亞羽球公開賽的半決賽。
1955年，林祺芳再次代表馬來亞隊參加湯姆斯盃並獲得冠軍。他在對陣丹麥的挑戰賽中與陳仁勇搭檔雙打，先勝了歐利·梅爾茲/歐維·艾勒森組合，再輸給芬·科貝羅/約爾根·哈莫加德·漢森組合。